# Yoga (récit)
Pour les articles homonymes, voir Yoga (homonymie).
Yoga est un récit autobiographique d'Emmanuel Carrère paru le 27 août 2020 aux éditions P.O.L.

## Historique

### Écriture du récit
Ce récit autobiographique est celui de la pratique du yoga et de la méditation, par l'auteur, pour lutter contre sa dépression, sa mélancolie et ses troubles bipolaires qui l'ont conduit en 2015 à un internement à l'hôpital Sainte-Anne durant quatre mois,. En cours d'écriture, Yoga a porté successivement les titres provisoires de L'Expiration puis Yoga pour bipolaires.

### Parution et ventes
Initialement prévue pour le 10 septembre 2020, la parution du livre est avancée au 27 août 2020 en raison « des attentes et de la pression » sur un livre d'un auteur considéré comme de premier rang,,, et qui, de plus, n'a pas publié de texte original depuis 2014 avec Le Royaume. Yoga entre à la troisième place des meilleures ventes de livres en France (tous genres confondus) la semaine de sa parution poussant l'éditeur à relancer un second tirage pour un nombre total de 160 000 exemplaires mis en vente dès le mois de septembre.
Rétrospectivement en 2021, le livre est considéré avoir éclipsé la rentrée littéraire 2020, « attir[ant], avant même [sa] sortie, l’essentiel de la lumière », au détriment de l'ensemble des autres parutions cette année-là.

## Accueil critique
Livre très attendu de la rentrée littéraire 2020, Yoga bénéficie d'une très grande couverture médiatique lors de sa parution,. Le journal Libération le met en une de son édition du 22 août 2020 et lui consacre une très longue critique dans laquelle sont mis en avant tout particulièrement le « récit de la chute et de la dépression mélancolique » de l'auteur et « la sincérité » avec laquelle elles sont décrites, considérant que ce livre « est une réussite [...] et ne déçoit pas » malgré quelques agacements ponctuels qui peuvent être suscités. Le Monde et L'Obs lui consacrent également un grand entretien en une, tandis que Jérôme Garcin dans ce dernier hebdomadaire considère que « jamais [Emmanuel Carrère] n'a été plus écrivain que dans cet autoportrait éclaté » et l'envisage comme un sérieux prétendant au prix Goncourt 2020 si le jury décide d'ouvrir la sélection à des œuvres de non-fiction. Christophe Ono-dit-Biot pour Le Point juge qu'il s'agit d'un « récit aussi drôle que féroce ». Pierre Assouline, dans L'Orient-Le Jour, écrit que le récit d'Emmanuel Carrère est celui d'un « égocentrique absolu, narcissique, autodestructeur et jaloux, assez ravagé de l’intérieur, pathétiquement névrosé, en permanence en lisière de la psychose, [mais qui] embarque le lecteur dans l’écriture » alternant des chapitres qui « font bailler » – ceux sur le yoga et la méditation – et d'autres « remarquables » – notamment ceux sur la dépression, la mort de Bernard Maris et de l'internement à Saint-Anne – concluant qu'il s'agit d'un « livre d'une rare puissance ». Nathalie Crom pour Télérama l'inclut dans sa liste des quinze romans francophones « coups de cœur » de la rentrée littéraire.

## Controverse
L’ex-épouse de l'auteur, la journaliste Hélène Devynck, lui reproche de ne pas avoir respecté le contrat établissant qu'elle ne devait pas figurer dans son roman après leur séparation et de mentir sur les faits inclus dans un récit présenté comme autobiographique. Elle réagit à l'information qu'elle est intervenue pour amender le livre avant publication,, par un droit de réponse dans Vanity Fair. Emmanuel Carrère donne quant à lui sa version à Libération.

## Éditions
- Éditions P.O.L, 2020,  (ISBN 978-2-8180-5138-2)[22].